# Libystica
Libystica is een geslacht van vlinders van de familie spinneruilen (Erebidae).

## Soorten
- L. complex (Holland, 1894)
- L. costalis (Walker, 1865)
- L. crenata Hampson, 1926
- L. eucampima Hampson, 1926
- L. fumosa (Walker, 1869)
- L. lunaris (Holland, 1894)
- L. simplex (Holland, 1894)
- L. succedens Gaede, 1940
- L. woerdenialis (Snellen, 1872)